# رابرت دیکی (بازیکن فوتبال)
روبرت دیکی (انگلیسی: Robert Dickie؛ زادهٔ ۳ مارس ۱۹۹۶) بازیکن فوتبال است.
از باشگاه‌هایی که در آن بازی کرده‌است می‌توان به باشگاه فوتبال ردینگ اشاره کرد.